# 河村哲夫
河村 哲夫（かわむら てつお、1947年 - ）は、日本の歴史家。立花壱岐研究会会員。日本ペンクラブ会員。福岡県文化団体連合会参与。
福岡県柳川市生まれ。九州大学法学部卒。元九州産業大学講師。

## 著書
- 『志は、天下 柳川藩最後の家老・立花壱岐』全5巻　海鳥社 1995
- 『立花宗茂　西日本人物誌』西日本新聞社 1999
- 『柳川城炎上 立花壱岐・もうひとつの維新史』角川選書 1999
- 『西日本古代紀行 神功皇后風土記』西日本新聞社 2001
- 『筑後争乱記 蒲池一族の興亡』海鳥社 2003
- 『九州を制覇した大王 景行天皇巡幸記』海鳥社 2006
- 『天を翔けた男 西海の豪商・石本平兵衛』梓書院 2007
- 『龍王の海 国姓爺・鄭成功』海鳥社 2010
- 『天草の豪商・石本平兵衛 1787-1843』藤原書店 2012
- 『神功皇后の謎を解く 伝承地探訪録』原書房 2013[2]